# امامزاده سید اسد
امامزاده سید اسد مربوط به دوره قاجار است و در سمنان، محله کوشمغان، از محلات ثلاث سمنان واقع شده و این اثر در تاریخ ۲۵ اسفند ۱۳۸۰ با شمارهٔ ثبت ۵۶۴۹ به‌عنوان یکی از آثار ملی ایران به ثبت رسیده است.